# Авиационные происшествия Аэрофлота 1932 года
Авиационные происшествия и инциденты, включая угоны, произошедшие с воздушными судами Главного управления гражданского воздушного флота при Совете народных комиссаров СССР («Аэрофлот») в 1932 году.
По имеющимся данным, в этом году крупнейшая катастрофа с воздушными судами предприятия «Аэрофлот» произошла 23 февраля в Хабаровской области у села Нижне-Тамбовское, когда у самолёта ЮГ-1 (G 24) при заходе на посадку отделилось правое крыло, после чего машина упала на лёд реки Амур, при этом погибли 16 человек.

## Список
Отмечены происшествия и инциденты, когда воздушное судно было восстановлено.
| Дата                 | Место                                                          | ВС      | Бортовой номер | Управление                                        | Жертв | Описание | И     |
| -------------------- | -------------------------------------------------------------- | ------- | -------------- | ------------------------------------------------- | ----- | --- | ----- |
| 27 января 1932 года  | Центрально-Чернозёмная область, 500 м от аэродрома № 2 Тамбова | У-2     |                | 2-я объединённая школа пилотов и авиатехников ГВФ | 1/1   | В учебном полете при выполнении петли вышел из-под контроля и врезался в землю                                                                                         | [ 1 ] |
| 23 февраля 1932 года | Хабаровская область, река Амур, близ Нижне-Тамбовского         | ЮГ-1    | Л718           | Дальневосточное                                   | 16/16 | Из-за нарушений при ремонте, в ходе захода на посадку в условиях болтанки отделилось правое крыло; неуправляемый самолёт врезался в лёд реки                           | [ 2 ] |
| 7 марта 1932 года    | близ Аполлонской                                               | К-4     | Л228           | Украинское (Укрвоздухпуть)                        | 2/3   | Врезался в землю после дезориентации пилота в условиях белой мглы | [ 3 ] |
| 10 мая 1932 года     | Москва, Октябрьское военное поле                               | АНТ-9   | Л128           | Лётный отдел НИИ                                  | 4/11  | В испытательном полёте из-за утечки масла был отключен правый двигатель; при заходе на посадку из-за ошибок в пилотировании потерял скорость и врезался в лес          | [ 4 ] |
| 3 июня 1932 года     | Балашовский округ, 10-я зона Балашова                          | П-1     | Ш406           | 3-я объединённая школа пилотов и авиатехников ГВФ | 1/1   | В тренировочном полёте сорвался в левый штопор; пилот сумел выправить положение, но затем ошибочно ввёл самолёт в правый штопор, после чего последний врезался в землю | [ 5 ] |
| 27 октября 1932 года | Киренский район, река Лена, близ Кулебякина, 15 км ЮЗ Киренска | S.62bis | З1             | Восточно-Сибирское (принадлежал «Востокзолото»)   | 4/11  | При бреющем полёте над рекой выполняя набор высоты по неизвестным причинам опустил нос и врезался в воду                                                               | [ 6 ] |